# گروه سلسا
گروه سلسا (انگلیسی: CELSA Group) شرکت فولاد اسپانیایی است، که در سال ۱۹۶۷ تأسیس شد.